# هیو مایکل رز
هیو مایکل رز (انگلیسی: Michael Rose؛ زادهٔ ۵ ژانویهٔ ۱۹۴۰) فرد نظامی اهل بریتانیا است. وی همچنین برندهٔ جوایزی همچون نشان حمام و نشان امپراتوری بریتانیا شده‌است.
مایکل رز ژنرال بازنشسته ارتش بریتانیا است. او علاوه بر فرماندهی هنگ ویژه خدمات هوایی، در سال ۱۹۹۴ در طول جنگ‌های یوگسلاوی، فرمانده نیروهای حفاظت سازمان ملل متحد در بوسنی بود.